# Atlantisch orkaanseizoen 1750-1759
Hoewel data niet voor iedere voorgekomen storm beschikbaar zijn uit het Atlantisch orkaanseizoen 1750-1759, waren sommige delen van de kustlijn bevolkt genoeg om betrouwbare gegevens te verzamelen over de waargenomen orkanen. Elk seizoen was een jaarlijkse cyclus van tropische cycloon-formaties in de Atlantisch stroomgebied. De meest tropische cycloonformaties vonden plaats tussen 1 juni en 30 november.

## Stormen
| Jaar | Locatie            | Datum        | Dodental            | Schade/Opmerkingen  |
| ---- | ------------------ | ------------ | ------------------- | ------------------- |
| 1750 | North Carolina     | 7 augustus   | onbekend            | 4 schepen verloren  |
| 1751 | Saint Kitts        | 24 juli      | volledige bemanning | 1 schip verloren    |
| 1752 | South Carolina     | 15 september | 103                 | onbekend            |
| 1752 | Cuba               | 26 september | onbekend            | 16 schepen verloren |
| 1752 | Florida            | 22 oktober   | 7+                  | 12 schepen verloren |
| 1754 | Santo Domingo      | september    | onbekend            | 12 schepen verloren |
| 1758 | Saint Kitts        | 10 november  | 200                 | onbekend            |
| 1758 | St. Marks, Florida | onbekend     | 40                  | onbekend            |